# Фаина (песня)
«Фаина» — песня российской поп-группы «На-На», появившаяся в 1991 году, сочинённая Бари Алибасовым, Андреем Потёмкиным и поэтом Михаилом Рябининым. Песня записана в том же 1991 году и была одним из синглов альбома «Фаина».

## История создания
«Фаина» написана быстро и легко. Песня не претендовала на серьёзный хит и была задумана авторами больше как «однодневка».
На гастролях в Стамбуле, по традиции, шоу-группа должна была исполнить одну из песен с местной звездой. Алибасов решил подыскать артиста, и  ему понравилась турецкая певица Сезен Аксу, но ничего подходящего в её репертуаре обнаружить не удалось. Однако чуть позже одна из композиций турецкой артистки Алибасову понравилась и он решил взять фрагмент этой песни и подготовить нужную композицию.
О чём должна быть эта песня Бари Алибасов заранее не знал, главное было обыграть восточный мотив. Буквально за несколько минут он придумал текст. Вдохновила продюсера его старая знакомая. Соседка Алибасова «Баба Фая» стала прототипом главной героини песни. «Она стала мамой не только для меня, но и для всей группы», — говорит Бари Каримович.
Акцент в песне был сделан на имени Фаина, которое с юмором было обыграно. Автор не думал, что её услышит широкая публика, поэтому для одного турецкого концерта решил придумать «заводную» песню.
Сингл состоит из 5 частей, и только одна часть взята в качестве цитаты у турецкой певицы. Дабы не нарушить авторские права, на выпущенной пластинке было написано: «Использована цитата из популярной турецкой песни», и дана ссылка на неё.

## Видеоклип
Позже Бари Алибасов решил снимать клип на песню «Фаина». Гарем очень близок к восточным мотивам — это и стало основной темой видеоролика.
Посредством газеты «Московский комсомолец» был дан старт кастингу. Фанатки хлынули на просмотр огромной массой. «Когда я объявил о съемках первого в России эротического клипа, вся улица, была забита девочками вплоть до Арбата», — вспоминал Алибасов.
В клипе с группой «На-На» снялся актёр театра и кино Станислав Садальский, переодетый в женщину.